# Przed burzą (powieść)

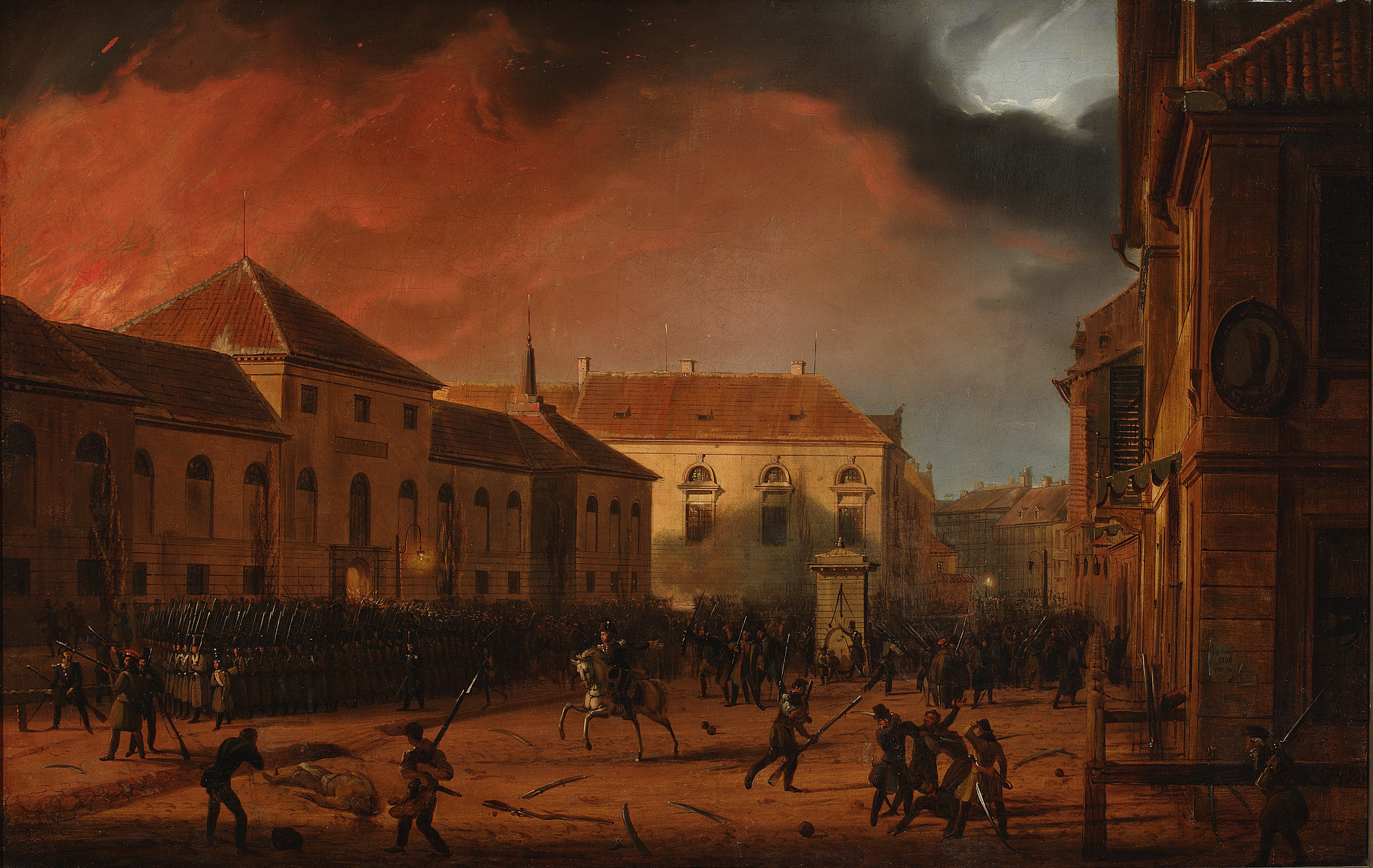
Szturm na Arsenał (mal. Marcin Zaleski, 1831)

Przed burzą. Sceny z roku 1830 – powieść obyczajowa Józefa Ignacego Kraszewskiego z 1876 roku.
Wstępnie publikowana w odcinkach w "Dzienniku Poznańskim" (nr 76-119 z 1876), w tym samym roku pod pseudonimem B. Bolesławity ukazała się w wydaniu książkowym nakładem poznańskiej księgarni J.K. Żupańskiego. Kilkakrotnie wydawana po śmierci autora. 
Nietypowa, krótka powieść Kraszewskiego przedstawiająca obraz Warszawy tuż przed wybuchem powstania listopadowego i ukazująca zróżnicowane postawy Polaków poddanych opresji ówczesnego caratu. Na tym tle rozwinięta prosta romansowa fabuła o dwojgu młodych należących do przeciwstawnych środowisk, swobodnie nawiązująca do literackiego archetypu Romea i Julii.
Na pogłębionym tle historycznym tych zdarzeń autor umieścił liczne postacie autentyczne. Są to zarówno przygotowujący powstańczy zryw patrioci (ppor. Józef Dobrowolski, Michał Szwejcer, oficer Antoni Roszlakowski, ppor. Jan Zajączkowski, Seweryn Goszczyński, Franciszek Morawski, Ludwik Michał Pac), jak i zdrajcy (wiceprezydent miasta Mateusz Eustachy Lubowidzki, minister St. Grabowski, kamerdyner wielkiego księcia Kochanowski, Jerzy Okołów, gen. Józef Rautenstrauch). W środowisku sprzedawczyków pisarz wymienia również tych zasłużonych oficerów napoleońskich, którzy wybrali haniebną służbę dla cara (gen. Józef Zajączek, J.K. Szaniawski) i prześladowanie rodaków w ramach tajnej policji (Józef Aksamitowski, Aleksander Rożniecki, Ignacy Blumer, Wincenty Krasiński). Spośród Rosjan występują postacie Aleksego Gendre, Dymitra Kuruty, senatora Nowosilcowa, gubernatora Warszawy gen. Lewickiego, dowodzącego żandarmami Jakuba Jurgaszko, oraz ich miejscowych zauszników i popleczników (kupca Leona Newachowicza, agentów Tobiasza i Henryka Macrottów, Joela Mojżesza Birnbauma). 